# AIS Telecom
Pour les articles homonymes, voir AIS.
AIS (anglais : Advanced Info Service) est le plus grand opérateur de téléphonie mobile GSM de la Thaïlande avec 39,87 millions de clients au T3 2016. Fondée en avril 1986, AIS a débuté comme entreprise de location d'ordinateurs. En octobre 1990, il a lancé des services de téléphonie mobile analogique 900 MHz avec une concession de monopole de 20 ans de la TOT (anglais : Telephone Organization of Thailand), et est ensuite devenue la première société autorisée à fonctionner sur la fréquence GSM-900. AIS cotée à la Bourse de Thaïlande le 5 novembre 1991.
Temasek a acheté la marque AIS lors de l'acquisition en 2006 de Shin Corporation auprès de Thaksin Shinawatra, ancien premier ministre évincé. En février 2014, dans un conflit entre le Comité pour la réforme démocratique populaire (anglais : People's Democratic Reform Committee; PDRC) et Shinawatra, la PDRC a appelé au boycott d'AIS, croyant à tort que la famille Shinawatra en était propriétaire.

## Services et produits (incl. disparus)
- AIS 1-2-Call[3] (français : Un-deux-appeler)
- AIS Fibre
- AIS NextG
- My AIS
- AIS Best Network (français : Meilleur reseau)
- AIS NB-IoT
- AIS Serenade[3]
- AIS Twin SIM (français : SIMs jumelles)
- AIS Zeed SIM
- AIS Zodiac SIM (français : SIM de zodiaque)
- AIS SIM2fly
- AIS Super WiFi
- AIS Playbox
- MobileLIFE[3] (mBanking, mInfo, etc.[3])
- AIS Sawasdee[3]
- GSM Advance[3] (français : GSM avancé)